# Loupeigne
Loupeigne ist eine französische Gemeinde mit 87 Einwohnern (Stand: 1. Januar 2022) im Département Aisne in der Region Hauts-de-France (frühere Region: Picardie). Sie gehört zum Arrondissement Château-Thierry und zum Kanton Fère-en-Tardenois. Die Einwohner werden als Loupeignois(es) bezeichnet.

## Geographie
Die Gemeinde Loupeigne liegt rund 22 Kilometer südöstlich von Soissons am Oberlauf der Muze. Durch Loupeigne verläuft die Bahnstrecke von La Ferté-Milon nach Bazoches-et-Saint-Thibaut, die dort auf die Strecke von Soissons nach Reims trifft. Zur Gemeinde gehören die Ortsteile Le Moulin im Talgrund an der Einmündung des Bachs Muizon, Le Point du Jour, Vaux und Petite Ferme.

## Bevölkerungsentwicklung
| Jahr                       | 1962 | 1968 | 1975 | 1982 | 1990 | 1999 | 2006 | 2013 | 2022 |
| Einwohner                  | 140  | 125  | 107  | 109  | 95   | 77   | 81   | 89   | 87   |
| Quellen: Cassini und INSEE |      |      |      |      |      |      |      |      |      |

## Sehenswürdigkeiten
- Kirche Saint-Rufin-et-Sainte-Valère, seit 1927 als Monument historique eingetragen (Base Mérimée PA00115796).
- Soldatenfriedhof